# 히마와리 (파스포☆의 노래)
〈向日葵〉(히마와리/해바라기)는 2014년 8월 20일에 발매된 파스포☆의 메이저 데뷔 13번째 싱글이다.

### 수록곡
이코노미 클래스반
1. 向日葵 (히마와리)
2. Shiny Road
3. 向日葵（Instrumental）
4. Shiny Road（Instrumental）

LCC 전세기반 피치
1. 向日葵 (히마와리)

LCC 전세기반 바닐라
1. 向日葵 (히마와리)

퍼스트 클래스반
1. 向日葵 (히마와리)
2. Shiny Road
3. 向日葵（Instrumental）
4. Shiny Road（Instrumental）

- 向日葵 (히마와리) MV